# Bryan Forbes
Pour les articles homonymes, voir Forbes (homonymie).
Bryan Forbes est un réalisateur de cinéma britannique, également acteur, scénariste et producteur, né John Theobald Clark à Londres le 22 juillet 1926 et mort le 8 mai 2013 à Virginia Water (Surrey). Écrivain, il est l'auteur de deux récits autobiographiques et de nombreux romans à succès.

## Biographie
De 1955 jusqu'à sa mort en 2013, il est marié à l'actrice anglaise Nanette Newman (née en 1934).

## Filmographie

### Réalisateur
- 1961 : Le vent garde son secret (Whistle Down the Wind)
- 1962 : La Chambre indiscrète (The L-Shaped Room)
- 1964 : Le Rideau de brume (Seance on a Wet Afternoon)
- 1964 : L'Ange pervers (Of Human Bondage) (1 semaine, non crédité de même que Henry Hathaway ; Ken Hughes est seul crédité)
- 1965 : Un caïd (King Rat)
- 1966 : Un mort en pleine forme (The Wrong Box)
- 1967 : Les Chuchoteurs (The Whisperers)
- 1968 : Le chat croque les diamants (Deadfall)
- 1969 : La Folle de Chaillot (The Madwoman of Chaillot)
- 1971 : The Raging Moon
- 1975 : Les Femmes de Stepford (The Stepford Wives)
- 1976 : The Slipper and the Rose: The Story of Cinderella
- 1978 : Sarah (International Velvet)
- 1980 : Les Séducteurs (Sunday Lovers) (sketch : Maître en la demeure (An Englishman's Home)
- 1980 : Play for Today (série télé), épisode Jessie
- 1982 : Ménage à trois (Better Late Than Never)
- 1983 : Philip Marlowe, Private Eye (série télé), épisode  The King in Yellow
- 1984 : La Machination (The Naked Face)
- 1990 : The Endless Game (téléfilm)

### Scénariste
- 1955 : Commando sur la Gironde (The Cockleshell Heroes)
- 1956 : Le Secret des tentes noires (The Black Tent)
- 1956 : La Maison des secrets (House of Secrets)
- 1958 : Contre-espionnage à Gibraltar (I Was Monty's Double)
- 1959 : The Captain's Table
- 1959 : Le Mouchard (Danger Within)
- 1959 : SOS Pacific
- 1960 : Le Silence de la colère (The Angry Silence)
- 1960 : Hold-up à Londres (The League of Gentlemen)
- 1960 : Man in the Moon
- 1962 : On n'y joue qu'à deux (Only Two Can Play)
- 1962 : La Chambre indiscrète (The L-Shaped Room)
- 1962 : La Blonde de la station 6 (Station Six-Sahara)
- 1964 : Le Rideau de brume (Seance on a Wet Afternoon)
- 1964 : L'Ange pervers (Of Human Bondage)
- 1964 : Dernière mission à Nicosie (The High Bright Sun)
- 1965 : Un caïd (King Rat)
- 1967 : Les Chuchoteurs (The Whisperers)
- 1968 : Le chat croque les diamants (Deadfall)
- 1971 : The Raging Moon
- 1976 : The Slipper and the Rose: The Story of Cinderella
- 1978 : Sarah
- 1980 : Jeux d'espions (Hopscotch), de Ronald Neame
- 1983 : Ménage à trois (Better Late Than Never)
- 1984 : La Machination (The Naked Face)
- 1990 : The Endless Game (téléfilm)
- 1992 : Chaplin

### Acteur
- 1949 : The Small Back Room de Michael Powell et Emeric Pressburger
- 1949 : All Over the Town de Derek Twist : Trumble
- 1949 : Dear Mr Prohack de Thornton Freeland : Tony
- 1950 : The Wooden Horse de Jack Lee : Paul
- 1951 : Green Grow the Rushes de Derek Twist : Fred Starling
- 1952 : Le monde lui appartient (The World in His Arms) de Raoul Walsh : William Cleggett
- 1949 : Sa dernière mission (Appointment in London) de Philip Leacock : The Brat
- 1953 : The Sea Devils de Raoul Walsh : Willie
- 1953 : Wheel of Fate de Francis Searle : Ted Reid
- 1954 : The Million Pound Note de Ronald Neame : Todd
- 1954 : Un inspecteur vous demande (An Inspector Calls) de Guy Hamilton : Eric Birling
- 1955 : Les Indomptables de Colditz (The Colditz Story) de Guy Hamilton : Jimmy Winslow
- 1955 : Passage Home de Roy Ward Baker : Shorty
- 1956 : C'est formidable d'être jeune (Now and Forever) de Mario Zampi : Frisby
- 1956 : The Last Man to Hang de Terence Fisher
- 1956 : The Extra Day de William Fairchild : Harry
- 1956 : It's Great to be Young de Cyril Frankel :
- 1956 : Satellite in the Sky de Paul Dickson : Jimmy Wheeler
- 1957 : The Baby and the Battleship de Jay Lewis : Prof Evans
- 1957 : La Marque (Quatermass 2) de Val Guest : Marsh
- 1958 : La Clef (The Key) de Carol Reed : first mate Weaver
- 1958 : I Was Monty's Double de John Guillermin
- 1959 : Section d'assaut sur le Sittang (Yesterday's Enemy) de Val Guest : Dawson
- 1960 : Hold-up à Londres (The League of Gentlemen) de Basil Dearden : Porthill
- 1961 : The Guns of Navarone de Jack Lee Thompson : Cohn
- 1964 : Quand l'inspecteur s'emmêle (A Shot in the Dark) de Blake Edwards

## Littérature
- 1974 : Notes for a Life, Collins (autobiographie)
- 1980 : Sarah, Éditions mondiales (roman)
- 1986 : The Endless Game, Penguin (roman)
- 1987 : Familiar Strangers, Coronet Books (roman)
- 1987 : The Rewrite Man, Coronet Books (roman)
- 1989 : A Song at Twilight, Mandarin (roman)
- 1991 : Ned's Girl: The Authorised Biography of Dame Edith Evans, Mandarin (biographie)
- 1992 : A Divided Life : Memoirs, Heinemann (autobiographie)
- 1993 : The Twisted Playground, Heinemann (roman)
- 1993 : The Distant Laughter, Mandarin (roman)
- 1995 : Partly Cloudy, Mandarin (roman)
- 1996 : Quicksand, Heinemann (roman)
- 2007 : The Choice, Matador (roman)
- 2012 : The Soldier's Story (roman)